# Christian Bolaños
Christian Bolaños Navarro (ur. 17 maja 1984 w San José) – piłkarz kostarykański grający na pozycji skrzydłowego.

## Kariera klubowa
Bolaños jest wychowankiem klubu Deportivo Saprissa, jednego z najbardziej utytułowanych w kraju. W Primera División de Costa Rica zadebiutował już w wieku 17 lat w sezonie 2001/2002. W roku 2003 odniósł swój pierwszy sukces w karierze jakim było wygranie Copa Interclubes UNCAF. W sezonie 2003/2004 wywalczył swoje pierwsze mistrzostwo Kostaryki w karierze. W 2005 roku został zdobywcą CONCACAF Champions' Cup, i wtedy był już podstawowym zawodnikiem swojego klubu. W tym samym roku wystąpił z Deportivo Saprissa na Klubowych Mistrzostwach Świata 2005 i zajął z nim wysokie 3. miejsce. Został uznany Trzecim Najlepszym Piłkarzem tego turnieju. Po tym sukcesie przebywał na dziesięciodniowych testach w Liverpoolu, jednak ostatecznie nie podpisał kontraktu z „The Reds”. W sezonie 2005/2006 był rozegrał dla Deportivo 34 ligowe mecze i zdobył 2 bramki i po raz drugi w karierze został mistrzem kraju.
9 sierpnia 2006 roku Bolaños podpisał kontrakt z Charlton Athletic, do którego miał być wypożyczony na okres 1 roku. Jednak jeszcze w pierwszych tygodniach kontraktu nie otrzymał pozwolenia na pracę w Wielkiej Brytanii z powodu niewystarczającej ilości występów w reprezentacji i powrócił do Deportivo Saprissa. Latem 2007 roku podpisał za to kontrakt z duńskim Odense Boldklub. W Superligaen zadebiutował 22 lipca 2007 roku w wygranym 2:0 spotkaniu z Aarhus GF. 6 sierpnia 2007 roku w wygranym 3:0 pojedynku z FC Nordsjælland strzelił pierwszego gola w Superligaen.
W 2008 roku Bolaños odszedł do norweskiego Startu. W Tippeligaen pierwszy mecz zaliczył 15 marca 2009 roku przeciwko Strømsgodset (3:3). W Starcie występował przez 2 lata. Latem 2010 roku wrócił do Danii, gdzie został graczem zespołu FC København. Następnie grał w takich klubach jak: CS Cartaginés, Al-Gharafa i Deportivo Saprissa. W 2016 podpisał kontrakt z Vancouver Whitecaps.
| Sezon   | Klub                | Kraj      | Rozgrywki                      | Mecze | Bramki |
| ------- | ------------------- | --------- | ------------------------------ | ----- | ------ |
| 2001/02 | Deportivo Saprissa  | Kostaryka | Primera División de Costa Rica | 17    | 1      |
| 2002/03 | Deportivo Saprissa  | Kostaryka | Primera División de Costa Rica | 21    | 1      |
| 2003/04 | Deportivo Saprissa  | Kostaryka | Primera División de Costa Rica | ?     | ?      |
| 2004/05 | Deportivo Saprissa  | Kostaryka | Primera División de Costa Rica | 33    | 1      |
| 2005/06 | Deportivo Saprissa  | Kostaryka | Primera División de Costa Rica | 34    | 2      |
| 2006/07 | Deportivo Saprissa  | Kostaryka | Primera División de Costa Rica | 33    | 5      |
| 2007/08 | Odense Boldklub     | Dania     | Superligaen                    | 23    | 3      |
| 2008/09 | Odense Boldklub     | Dania     | Superligaen                    | 2     | 0      |
| 2009    | IK Start            | Norwegia  | Tippeligaen                    | 25    | 7      |
| 2010    | IK Start            | Norwegia  | Tippeligaen                    | 20    | 7      |
| 2010/11 | FC København        | Dania     | Superligaen                    | 24    | 6      |
| 2011/12 | FC København        | Dania     | Superligaen                    | 32    | 3      |
| 2012/13 | FC København        | Dania     | Superligaen                    | 23    | 2      |
| 2013/14 | FC København        | Dania     | Superligaen                    | 22    | 3      |
| 2013/14 | CS Cartaginés       | Kostaryka | Primera División de Costa Rica | 10    | 0      |
| 2014/15 | Al-Gharafa          | Katar     | Q-League                       | 11    | 4      |
| 2015/16 | Deportivo Saprissa  | Kostaryka | Primera División de Costa Rica | 11    | 5      |
| 2016    | Vancouver Whitecaps | Kanada    | MLS                            | 27    | 5      |

## Kariera reprezentacyjna
W 2001 roku Bolaños był członkiem reprezentacji Kostaryki U-17 na Mistrzostwa Świata U-17 w Trynidadzie i Tobago. Z Kostaryką doszedł do ćwierćfinału.
W pierwszej reprezentacji Kostaryki Bolaños zadebiutował 24 maja 2005 w wygranym 1:0 meczu z Norwegią. Wystąpił także w eliminacjach do Mistrzostw Świata w Niemczech. Był członkiem zespołu na sam turniej w Niemczech i wystąpił w 2 spotkaniach: przegranym 2:4 z gospodarzami, Niemcami (wszedł na boisko w 78. minucie) oraz przegranym 1:2 meczu z Polską. Kostaryka po 3 porażkach nie wyszła z grupy turnieju, a na następny Mundial 2010 w RPA nie zakwalifikowała się. Bolanos był jednak w składzie reprezentacji na zakończonym sukcesem Mundialu 2014 w Brazylii, oraz Mundialu 2018 w Rosji, gdzie zagrał w przegranym 0:1 meczu Kostaryki z Serbią, a jego reprezentacja odpadła już w fazie grupowej. Znalazł się w kadrze Kostaryki na Złoty Puchar CONCACAF 2019.